# コーゾー
株式会社コーゾーは、和歌山県海南市に本社を置く、棕櫚製品の企画から販売、家庭日用品の製造をおこなう企業である。1948年（昭和23年）創業。
法人としての正式名称は株式会社コーゾーであるが、棕櫚製品関連部門のブランド名として、旧称の高田耕造商店が使用される。

## 会社概要
棕櫚にこだわったものづくりを続けるたわし巻き職人の会社。貴重な純国産の棕櫚を独自のルートで仕入れ、熟練の職人が全て手作りで仕上げた紀州野上谷産棕櫚束子は、『日本一高いたわし』としてメディアにも数多く取り上げられる。
また、すべて手作業で作られている世界最小のミニチュア版のたわしは「たわしストラップ」として携帯電話のストラップとなっており人気がある。また海南こだわりブランド認定商品の一つである。
棕櫚の柔らかさを活かし、たわしに竹柄を付けたボディケア用のたわしも製造販売するなど、棕櫚へのこだわりが非常に強い。同社の商品は使用用途に応じて「○○にやさしいたわし」という商品名が付けられている。

## 沿革
- 1948年（昭和23年） - 和歌山県海南市において高田耕造が高田耕造商店を設立、棕櫚たわしの製造を開始
- 1965年（昭和40年） - 靴洗い用たわし「チェリー」を発明、販売を開始
- 1968年（昭和43年） - 本社工場西棟を増築
- 1975年（昭和50年） - 県内に分散していた3工場を集約し御坊工場建設
- 1977年（昭和52年） - 高田耕造商店代表に高田英生が就任
- 1990年（平成2年） - 刺繍機を導入、マット類への刺繍事業開始
- 2004年（平成16年） - たわしストラップの販売を開始
- 2008年（平成20年） - 株式会社コーゾー設立